# Conrad Heuss
Conrad Heuss (* 27. Mai 1914 in Heilbronn; † 24. März 1945 in Danzig-Langfuhr) war ein deutscher Offizier während des Zweiten Weltkriegs, Träger des Ritterkreuzes des Eisernen Kreuzes und Neffe des späteren Bundespräsidenten Theodor Heuss.

## Leben
Heuss wurde als Sohn des Heilbronner Stadtarztes Ludwig Heuss, eines Bruders von Theodor Heuss, und dessen Frau Hedwig geboren. Nach dem Abitur am Heilbronner Realgymnasium trat er der Reichswehr als Offizieranwärter bei, war Fahnenjunker in Ludwigsburg und absolvierte die Kriegsschule in Dresden. 1936 kam er zurück nach Heilbronn, wo er Leutnant der 14. Panzerjäger-Kompanie im Infanterie-Regiment 34 wurde.
Nach Beginn des Krieges gegen die Sowjetunion während des Zweiten Weltkriegs kam Heuss Anfang Dezember 1941 mit dem Infanterie-Regiment 34 bis an den Stadtrand von Moskau. Als Kommandeur eines Bataillons hatte er wenige Tage später am 13. Dezember 1941 den Auftrag, eine zum Rückzug der 35. Infanterie-Division bestimmte Straße bei dem Dorf Gorki zu sichern. Die ursprünglich nur bis zum Abend geplante Aufgabe zog sich über die ganze Nacht mit mehreren feindlichen Angriffen hin, wobei es Heuss’ Bataillon gelang, die Straße bis zum Abzug der letzten deutschen Truppen zu halten. Heuss wurde daraufhin am 27. März 1942 für „selbstständiges Handeln“ und „persönlichen Einsatz“ mit dem Ritterkreuz des Eisernen Kreuzes ausgezeichnet.

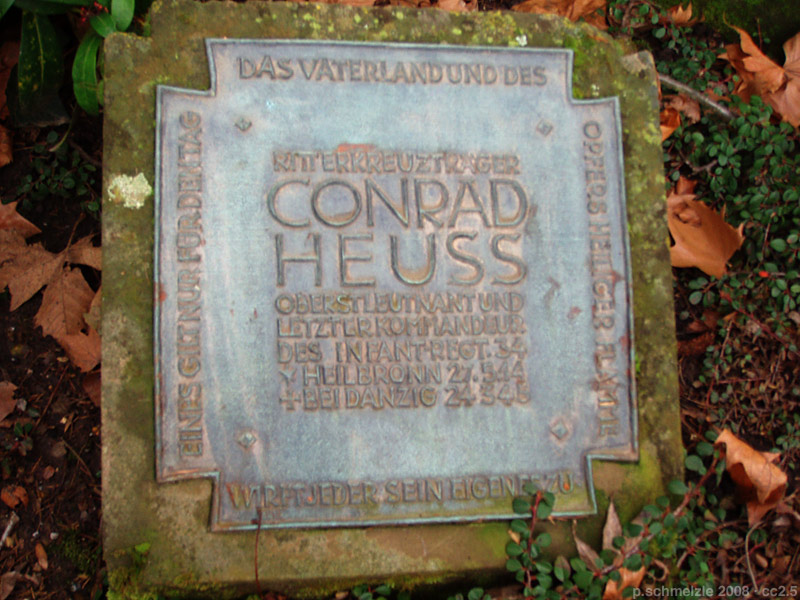
Grabmal für Conrad Heuss auf dem Hauptfriedhof Heilbronn

1943 begleitete Heuss eine Vortragsreise der Hitlerjugend, die ihn als „Vorbild“ präsentierte. Im Herbst 1943 wurde er Inspektionschef der Kriegsschule in Potsdam. 1944 absolvierte er einen Regimentsführer-Lehrgang, anschließend wurde er als Oberstleutnant Kommandeur des Heilbronner Füsilier-Regiments 34 der 35. Infanterie-Division. Am 11. August 1944 ehelichte er die Polizeiangestellte Leonore Hildegard Mayer. Conrad Heuss fiel am 24. März 1945 in Langfuhr beim Kampf um Danzig. Sein Grabmal befindet sich auf dem Heuss-Familiengrab im Heilbronner Hauptfriedhof.
Von Conrad Heuss sind zahlreiche systemkritische Äußerungen überliefert. Bei einem Festakt anlässlich seiner Ritterkreuzverleihung im Rathaus von Heilbronn soll er sich im Mai 1942 kritisch gegenüber der Partei geäußert haben. In der Kriegsschule in Potsdam sagte er 1943: „Ich kenne nur eine anständige Partei, und das ist die Deutsche Demokratische Partei Württembergs“. Einem General entgegnete er, er eigne sich „als Generalstabsoffizier wie der Igel zum Arschwischen“. In einer Rede meinte er, die Zuhörer müssten „umlernen, da wir den Krieg sowieso schon verloren haben“. Mit seinen Äußerungen erregte Heuss den Unmut von Parteifunktionären, doch seine Auszeichnung schützte ihn vor Schwierigkeiten.

## Auszeichnungen
- Eisernes Kreuz (1939) II. und I. Klasse
- Deutsches Kreuz in Gold am 14. November 1941[2]
- Ritterkreuz des Eisernen Kreuzes am 27. März 1942[2]